# Saarijärvi (sjö i Finland, Norra Österbotten, lat 65,78, long 28,62)
Saarijärvi är en sjö i Finland. Den ligger i kommunen Kuusamo i landskapet Norra Österbotten, i den nordöstra delen av landet, 600 km norr om huvudstaden Helsingfors. Saarijärvi ligger 240,6 meter över havet. Den är 2,77 meter djup. Arean är 97,8 hektar och strandlinjen är 6,95 kilometer lång. Sjön  ingår i Ijo älvs huvudavrinningsområde. 